# Isoetes hypsophila
Isoetes hypsophila är en kärlväxtart som beskrevs av Hand.-mazz.. Isoetes hypsophila ingår i släktet braxengräs, och familjen Isoetaceae. Inga underarter finns listade i Catalogue of Life.